# Weingut von Winning
Das Weingut von Winning (bis 2009 Weingut Dr. Deinhard) ist in der pfälzischen Kleinstadt Deidesheim im deutschen Weinanbaugebiet Pfalz ansässig; es produziert auf rund 80 ha Rebfläche überwiegend Rieslingweine und ist Mitglied des Verbandes Deutscher Prädikatsweingüter e. V. (VDP).

## Geschichte

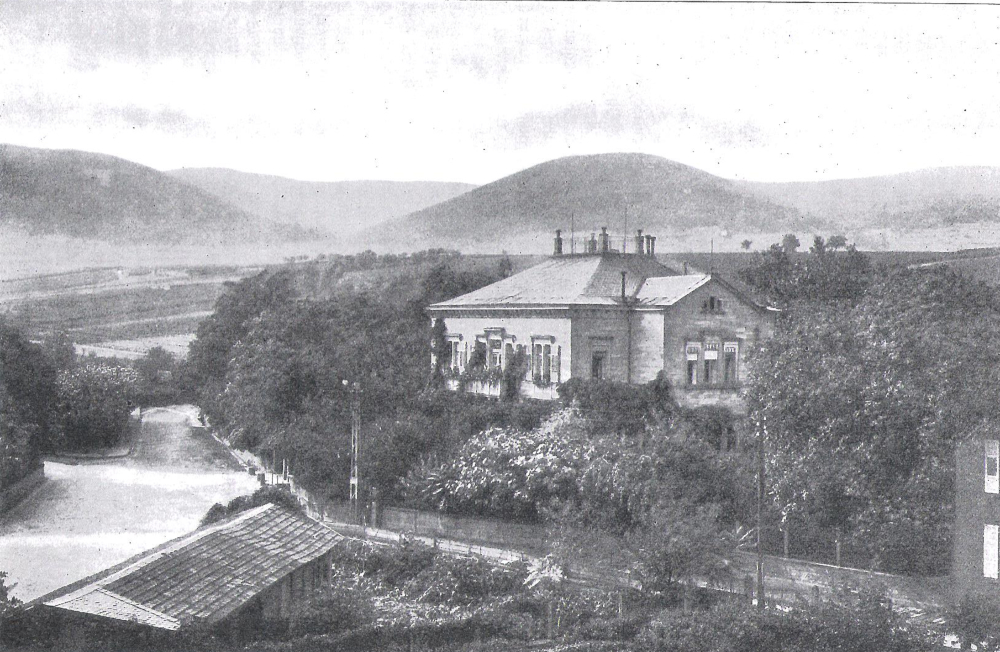
Weingut um 1910

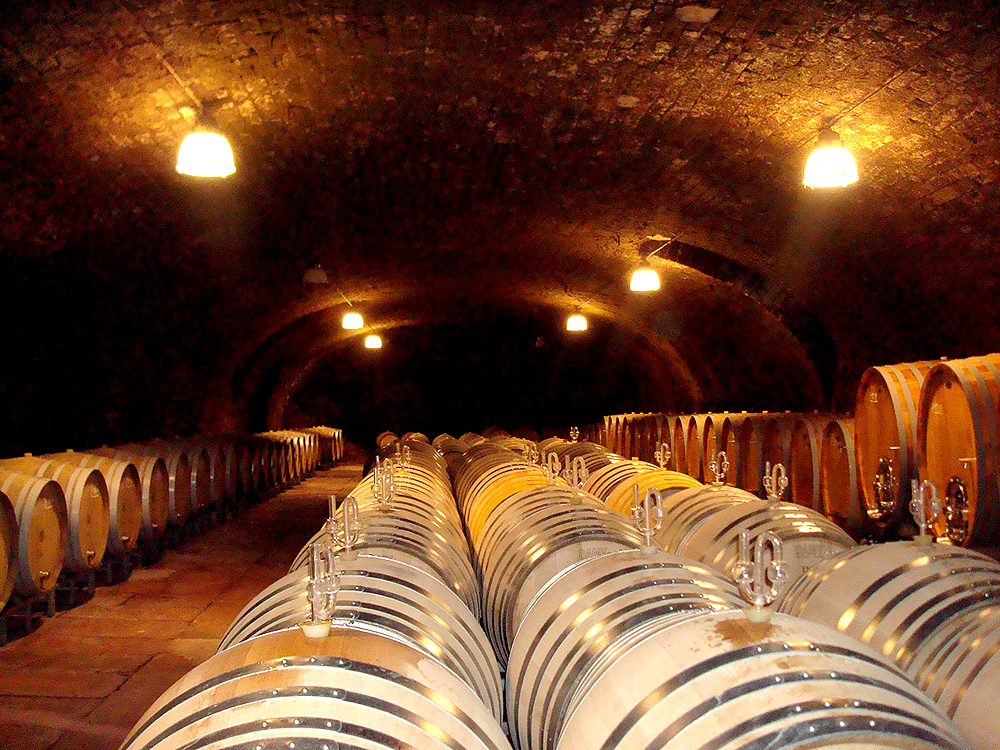
Weinkeller

Das Weingut wurde 1849 gegründet, damals unter dem Namen „Deinhard“. Gründer des Weinguts war der Koblenzer Friedrich Deinhard (1812–1871). Dessen Vater war Johann Friedrich Deinhard, der 1794 in Koblenz die Deinhard & Co. gegründet hatte, eine Weingroßhandlung, die noch heute als  Sekt- und Weinkellerei besteht. Friedrich Deinhard gelangte durch das Erbe seiner Frau Auguste Margarete Jordan (1816–1889), einer Tochter von Andreas Jordan (1775–1848), an die Weinberge, die den Grundstock für das neue Weingut bildeten. Bei der so genannten „Jordanschen Teilung“ wurde umfangreicher Besitz von Andreas Jordan und dessen bereits früher verstorbenem Bruder Peter Heinrich Jordan unter den Kindern Andreas Jordans aufgeteilt: Es blieb nach der Teilung das Weingut L. A. Jordan mit rund 62 Morgen Weinbergsbesitz, neu entstanden waren die Weingüter F. P. Buhl mit ebenfalls rund 62 Morgen Weinbergsbesitz und das Weingut Deinhard mit rund 25 Morgen Weinbergsbesitz. 1849 wurde der Gutshof des Weinguts fertiggestellt, und Friedrich Deinhard ließ sich in Deidesheim nieder. Er konnte in den 1850er Jahren sein Weingut durch weitere Zukäufe vergrößern.
Nach dem Tod von Friedrich Deinhard 1871 übernahm sein Sohn Andreas Deinhard (1845–1907) die Leitung des Weinguts. Er war Mitglied der Kammer der Abgeordneten des Königreichs Bayern und Reichstagsabgeordneter. Nach seinem Tod erbte seine Tochter Emma das Weingut und sein Schwiegersohn Leopold von Winning (1873–1917) übernahm die Leitung. Leopold von Winning gehörte zu einem adligen Geschlecht, das aus Winningen in der Grafschaft Aschersleben stammte; sein Vater war der Generalleutnant Leopold von Winning, Ehrenbürger der Stadt Heidelberg. Das Weingut hieß nun nach seinem neuen Besitzer „von Winning“. Unter der Führung Leopold von Winnings war das Weingut Gründungsmitglied des VDP. Nach dem Tod von Leopold von Winning wechselte das Weingut 1918 den Besitzer; es gehörte nun der Kellerei Karl Josef Hoch in Neustadt. Die Kellerei durfte den Namen „von Winning“ nicht beibehalten und nannte das Weingut wieder „Dr. Deinhard“.
Im Jahr 2007 kaufte der Unternehmer Achim Niederberger (1957–2013) das Weingut, zu dessen Unternehmensgruppe es seitdem gehört. Seit 2009 tritt das Weingut wieder unter dem Namen „von Winning“ auf. In die Schlagzeilen kam das Weingut 2011, als am 23. September morgens um 3 Uhr mithilfe eines Traubenvollernters ein kompletter Weinberg des Weinguts abgeerntet wurde und die Weintrauben gestohlen wurden, insgesamt etwa 2500 kg. Der Schaden soll sich auf rund 100.000 Euro belaufen haben. Nach dem Tod von Achim Niederberger 2013 wurde seine Witwe Jana Seeger Inhaberin des Weinguts.

### Gebäude
Das Gutshaus ist mit den zugehörenden Wirtschaftsgebäuden um einen Hof gruppiert. Das Anwesen ließ der aus Koblenz stammende Friedrich Prosper Deinhard in den Jahren 1847–1849 errichten. Die Umsetzung des Bauvorhabens bewerkstelligte der ebenfalls aus Koblenz stammende Architekt Hermann Nebel, der zur selben Zeit auch den Ausbau des Ketschauer Hofs in Deidesheim leitete. Die Villa selbst ist ein denkmalgeschützter kubischer Sandsteinquaderbau, mit Walmdach und einer Aussichtsplattform auf demselben. Die Packhalle stammt aus dem Jahr 1905.

## Weinlagen und Rebsorten
Zu den Weinlagen, die das Weingut bewirtschaftet, zählen Ölberg (Königsbach an der Weinstraße), Reiterpfad, Spieß (Ruppertsberg), Grainhübel, Kalkofen, Herrgottsacker, Kieselberg, Paradiesgarten, Langenmorgen, Mäushöhle (Deidesheim), sowie Ungeheuer, Pechstein, Jesuitengarten und Kirchenstück (Forst).
Das Weingut bestockt seine Weinberge zu 85 % mit Riesling, den Rest mit anderen Rebsorten.